# Волнения в Турции (2013)
Волнения в Турции 2013 года — протесты, которые начались 28 мая 2013 года на площади Таксим в центре Стамбула и затем охватили также другие районы города и другие города Турции.

## Причины
Несколько сотен человек, в том числе общественные деятели и депутаты, выступили против вырубки деревьев в парке Гези, расположенном на площади. Этот парк — единственный «зелёный островок» в районе. Проект переоборудования площади включал в себя создание пешеходной зоны, торгово-развлекательных центров и подземных транспортных развязок.. Выполнение проекта было связано с коммерческими структурами, имеющими отношение к правящей партии.
Внутренней стороной протеста послужило недовольство светской части общества авторитарным исламистским правительством.

## Хроника

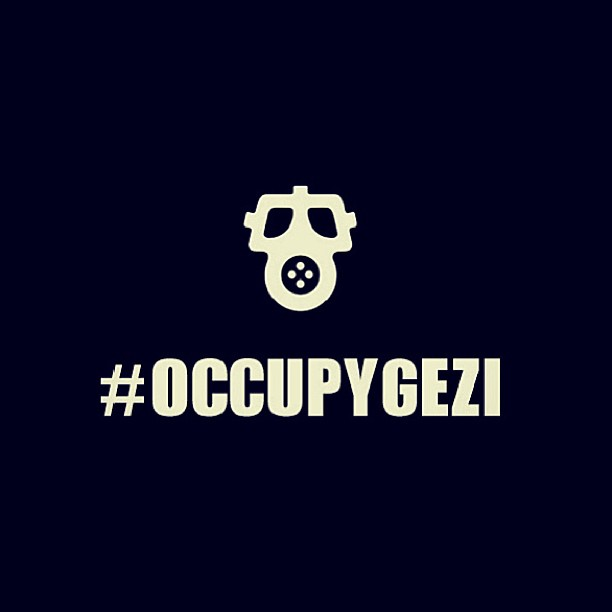
Некоторые протестующие представляют себя членами #OccupyGezi

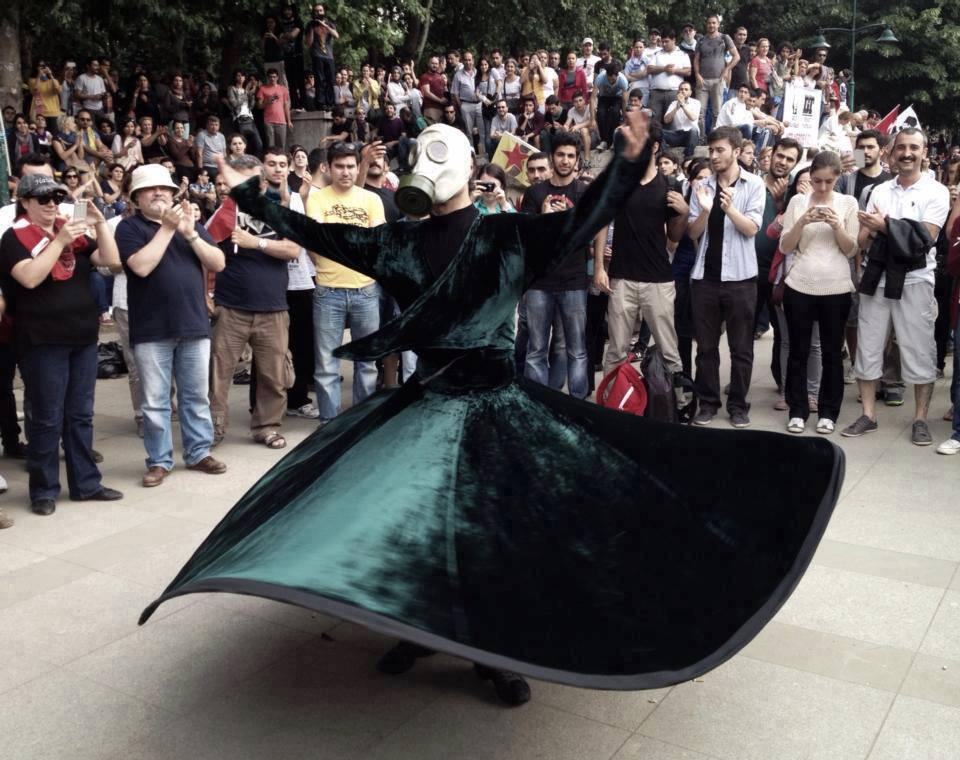
Кружащийся дервиш в противогазе в парке Гези

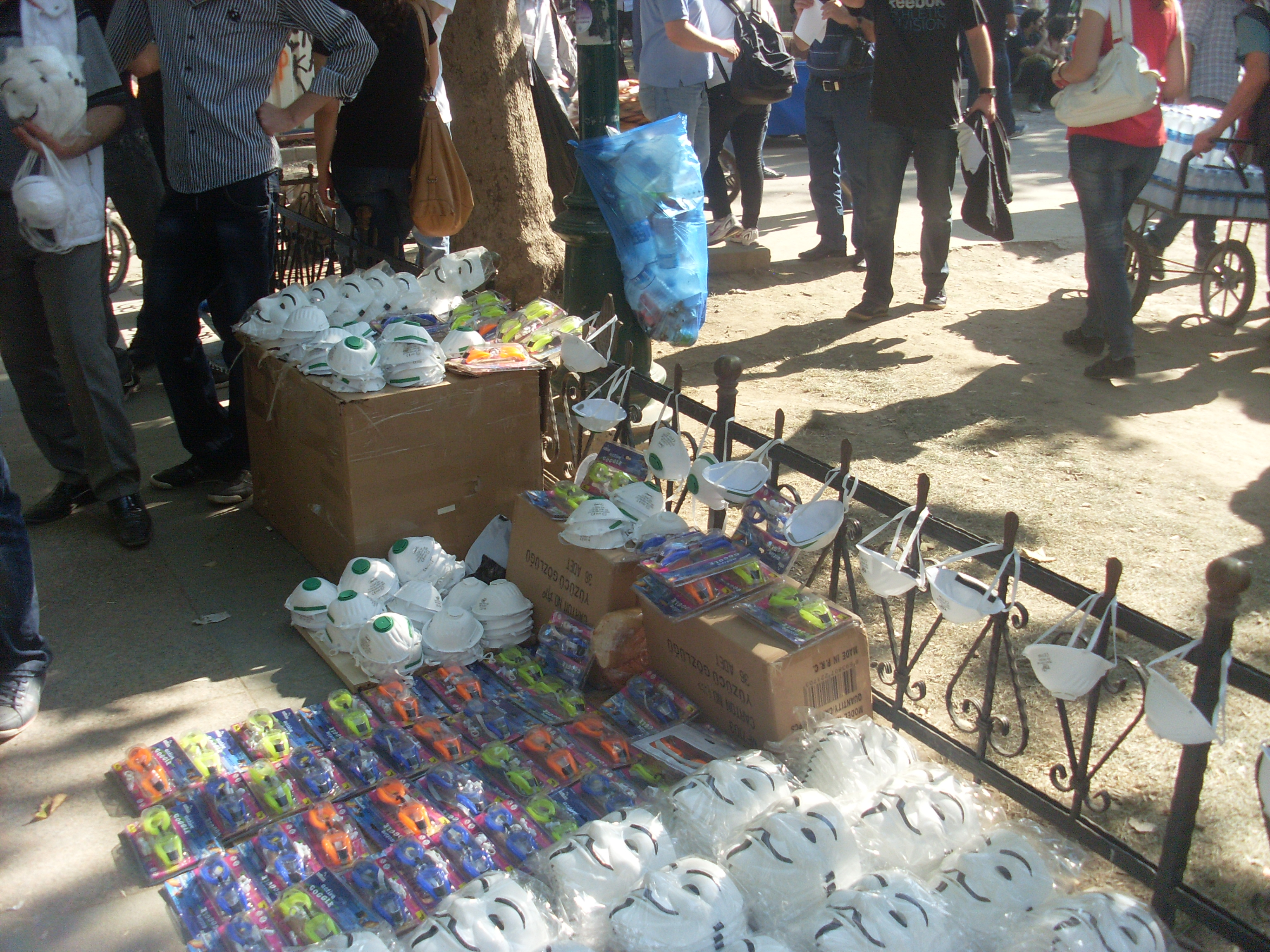
Продажа респираторов и масок Гая Фокса в парке Гези, 4 июня 2013

### 28 мая — 31 мая
Утром 28 мая около пятидесяти экологов разбили лагерь в парке Гези для того, чтобы не допустить его сноса. Сперва протестующим удалось при поддержке кинематографиста курдского происхождения, депутата Партии мира и демократии С. С. Ондер (тур. Sırrı Süreyya Önder) остановить попытки бульдозеров сровнять парк с землёй. Затем муниципальная полиция применила слезоточивый газ для разгона мирных демонстрантов и сожгла их палатки, чтобы позволить бульдозерам продолжить снос.
Впоследствии несколько сотен тысяч человек на протяжении следующих 2 недель приняли участие в массовых акциях протеста, нацеленных против исламизации и клерикализации общества. Фотографии разгона, например, образ стоящей на земле под струями слезоточивого газа молодой протестующей сотрудницы Стамбульского технического университета Джейды Сунгур (тур. Ceyda Sungur), впоследствии получивший название «Женщина в красном», быстро распространились по средствам массовой информации всего мира.

### Июнь
Полиция снова разгоняет собравшихся на площади Таксим. Выставлены требования к правительству.

#### 1 июня
Протестующие на площади Таксим возводят баррикады. Среди них футбольные фанаты из разных группировок. В 9 часов вечера в районе Бешикташ у стадиона происходит столкновение демонстрантов с полицией. Последние применили резиновые пули, слезоточивый газ и водомёты.

#### 2 июня
Сотни протестующих построили баррикады в Анкаре, полиция применила слезоточивый газ, чтобы остановить протестующих.

#### 3 июня
В ночных столкновениях с полицией в районе Бешикташ приняли участие около 10 тысяч человек. Протестующие строили баррикады, полиция ответила слезоточивым газом. По данным властей, за два последних дня в 67 городах страны были арестованы более 1700 человек. В мечетях, магазинах и в расположенном неподалёку здании университета протестующими устраиваются перевязочные пункты.
Лидеры конфедерации профсоюзов госслужащих Турции заявили, что организация проведёт «предупредительную» забастовку 4-5 июня в поддержку массовых протестов в Стамбуле и других городах страны.

#### 4 июня
Столкновения протестующих с полицией продолжаются в Стамбуле. Участники протестов координируют свои действия с помощью социальных сетей. Полиция применила водомёты и слезоточивый газ против собравшихся на площади Таксим. Вице-премьер Турции Бюлент Арынч извинился перед демонстрантами, признав правоту тех, кто в самом начале вышел на защиту парка Гези в Стамбуле. Местные новости сообщили, что мэр города Анталии отказался предоставить воду из пожарных машин для полицейских водомётов. Утром тысячи школьников в Анкаре пропустили школу, чтобы провести марш протеста против правительства Эрдогана. Турецкая ассоциация врачей официально уведомила, что количество пострадавших в столкновениях с полицией составляет более 3000 человек, 26 из которых находится в крайне тяжёлом (критическом) состоянии. Как заявил президент Турции Абдулла Гюль, столкновения демонстрантов с полицией расширились уже на 67 из 81 вилайетов.
Одна из крупнейших конфедераций профсоюзов Турции — KESK — присоединилась к антиправительственным акциям протеста в крупнейших городах страны, объявив двухдневную — во вторник и среду — забастовку.

#### 5 июня
Как сообщается на Twitter, в ночь на 5 июня в Измире были задержаны 14 человек, а также полиция произвела обыски в десятках домов. Задержанных обвинили в «распространении ложной информации и клеветы».
В поддержку демонстрантов выступил с письменным заявлением Орхан Памук, нобелевский лауреат по литературе 2006 года.

#### 6 июня
Протесты в Турции продолжаются. Однако премьер-министр Эрдоган назвал их не демократическими, а экстремистскими. Он также заявил, что не откажется от планов застройки скандального парка в Стамбуле, с которого всё и началось.

#### 7 июня
Премьер-министр Эрдоган вернулся в Турцию из поездки по Северной Африке и требует остановить демонстрации. По его мнению, они недемократичны и больше похожи на вандализм. Возле аэропорта Стамбула премьера встречали около 10 тысяч сторонников.
Как сообщила турецкая служба Би-би-си, в этот день протестующие довольно мирно проводили акции протеста — танцевали, пели и отдыхали.

#### 8 июня
Протесты продолжились на площади Таксим (Стамбул) с поддержкой фанатов основных стамбульских футбольных клубов.

#### 11 июня
Полиция напала на собравшихся на площади Таксим.

#### 12 июня
В ряде городов Турции всю ночь не стихали беспорядки. Сообщается о десятках пострадавших. Полицейские применяли против демонстрантов водометы, слезоточивый газ и даже резиновые пули, а протестующие, в свою очередь, оборонялись бутылками с зажигательной смесью и камнями.

#### 17-18 июня
В интернете распространились ролики о новой форме акций протеста, «Дуран Адам», заключающейся в неподвижном стоянии протестующих. Акция привела к новым арестам.
Инициатором стал турецкий художник-акционист и хореограф Эрдем Гюндуз (Erdem Gündüz), простоявший 8 часов напротив культурного центра на площади Таксим, на котором были вывешены портрет Ататюрка и огромные полотнища флагов. Акция началась в 6 вечера. Его примеру последовали на том же месте ок. 300 человек (на момент разгона, ок. 2 часов ночи), ещё ряд акций аналогичного типа прошли в других точках страны.
Турецкая полиция в ночь на 18 июня провела в Стамбуле и Анкаре серию облав, задержав более 80 подозреваемых в нападениях на сотрудников правоохранительных органов во время акций протеста, сообщает Bloomberg. Полиция врывалась в квартиры подозреваемых, а также обыскала редакцию марксистской газеты и информационного агентства, названия которых в сообщении не уточняются. Большинство задержанных также связаны с различными движениями левого толка.

#### 26 июня
В Стамбуле вспыхнули новые столкновения протестующих с полицией. Для разгона манифестантов применили слезоточивый газ и водометы. Беспорядки начались, когда демонстранты попытались возвести на проспекте Дикмен баррикады. В центре Анкары также прошла акция — в память об убитом манифестанте, скончавшемся от полученного ранения в голову. Возле места происшествия собралось несколько тысяч человек с требованиями наказать убийцу.

### Июль

#### 3 июля
Турецкий административный суд аннулировал постановление правительства о застройке парка Гези. Суд объяснил своё решение тем, что местное население было в недостаточной степени проинформировано о проекте реорганизации и перепланировки Гези.

#### 7 июля
Во время акции протеста в Стамбуле, начавшейся 6 июля и завершившейся в ночь на 7 июля, задержаны 59 человек, от двух до 12 из них — представители СМИ. По словам местных медиков, сотрудники правопорядка также пытались задержать нескольких врачей, оказывавших помощь участникам беспорядков.

#### 13 июля
В Стамбуле полиция жестко разогнала акцию протеста. Акция, организованная профсоюзным объединением архитекторов и инженеров, проходила в центре улицы Истикляль примерно в 400 метрах от Таксима. Их представители зачитали обращение, в котором опротестовали решение властей лишить профсоюз возможности влиять на градостроительные планы. Поначалу митинг нескольких сотен членов профсоюза и множества других манифестантов шёл спокойно, однако затем начались столкновения. Толпа скандировала антиправительственные лозунги и кричала, что «это только начало, борьба продолжается». После призыва полиции покинуть улицу Истикляль некоторая часть митингующих разошлась. Однако несколько небольших групп попытались прорваться к площади через переулки. Полиция применила против них водомёты и слезоточивый газ.
В Антакье в районе Армутлу прошла акция в память о двух погибших в результате беспорядков местных жителей. На неё пришли несколько сотен человек. Полицейские пытались выгнать с улиц протестующих, но население продолжало митинговать. В Анкаре две группы манифестантов собрались на проспекте Дикмен и проспекте Кеннеди, который выходит к посольству США. Полиция днем подтянула туда автобусы с сотрудниками спецназа и водометы. Периодически небольшие группы манифестантов появлялись в переулках, откуда их активно вытесняла полиция. Также акции памяти погибших в беспорядках прошли в Анталье, Эскишехире и Газиантепе, но в этих городах вмешательство полиции не потребовалось.

#### 20 июля
Полиция в Стамбуле разогнала толпу с площади Таксим с помощью водомётов. Ранее на проспекте Истикляль водомётами вытеснили толпу демонстрантов, планировавших пройти к парку Гези. Они скандировали лозунг «Это только начало, борьба продолжается». Собраться в парке на форум призвали своих сторонников активисты общественных организаций. Полицейские оцепили Гези и перекрыли выход с Истикляля, а после нескольких призывов разойтись, оставшихся неуслышанными, применили водомёты.

#### 22 июля
Региональный административный суд Стамбула удовлетворил апелляцию министерства культуры и туризма Турции, разрешив вырубку деревьев в парке Гези для строительства торгового центра, сообщают турецкие СМИ. Когда именно было принято решение суда, не сообщается. Таким образом, было отменено решение шестого административного суда Стамбула, который рассматривал это дело дважды.

### Август

#### 3 августа
Полиция Стамбула усилила меры безопасности на Таксиме в связи с ожидающейся массовой акцией протеста. Автодвижение вокруг парка Гези и через площадь не блокировалось, но на тротуарах дежурили правоохранители в штатском, а на выходящем к Таксиму пешеходном проспекте — машина с водомётом и спецназовцы. Такие меры связаны с тем, что накануне в соцсетях был распространён призыв собрать на площади до миллиона человек. Несмотря на это, группы молодых людей решили пройти через оцепление. Службам безопасности пришлось применить жёсткие меры. Полиция Стамбула разогнала демонстрацию оппозиции водомётами и слезоточивым газом. В антиправительственном митинге участвовали сотни человек. Они пытались пройти на площадь Таксим, но стражи порядка их не пустили. Противники партии власти и премьера Тайипа Эрдогана по-прежнему требовали его ухода и роспуска турецкого кабмина.

### Декабрь

#### 30 декабря
В конце декабря 2013 года, когда после полицейской операции «Большая взятка» и увольнения расследовавших преступления полицейских и прокуроров было показано, каким образом выдаются разрешения на уплотнительную застройку, молодёжь вновь заняла площадь.
Премьер ответил увольнением 1700 честных полицейских.

### Январь 2014

#### 18 января
18 января 2014 года Турция вышла на улицы, протестуя против законов о контроле за Интернетом, принятых вследствие как волнений 2013 года так и коррупционного скандала «Большая взятка». Оставшись в изоляции, премьер обещал пересмотреть дела военных, осуждённых за попытки свержения его режима.

## Последствия
В ходе столкновений с полицией погибли 4 человека и около 8 тыс. получили ранения.

## Пострадавшие

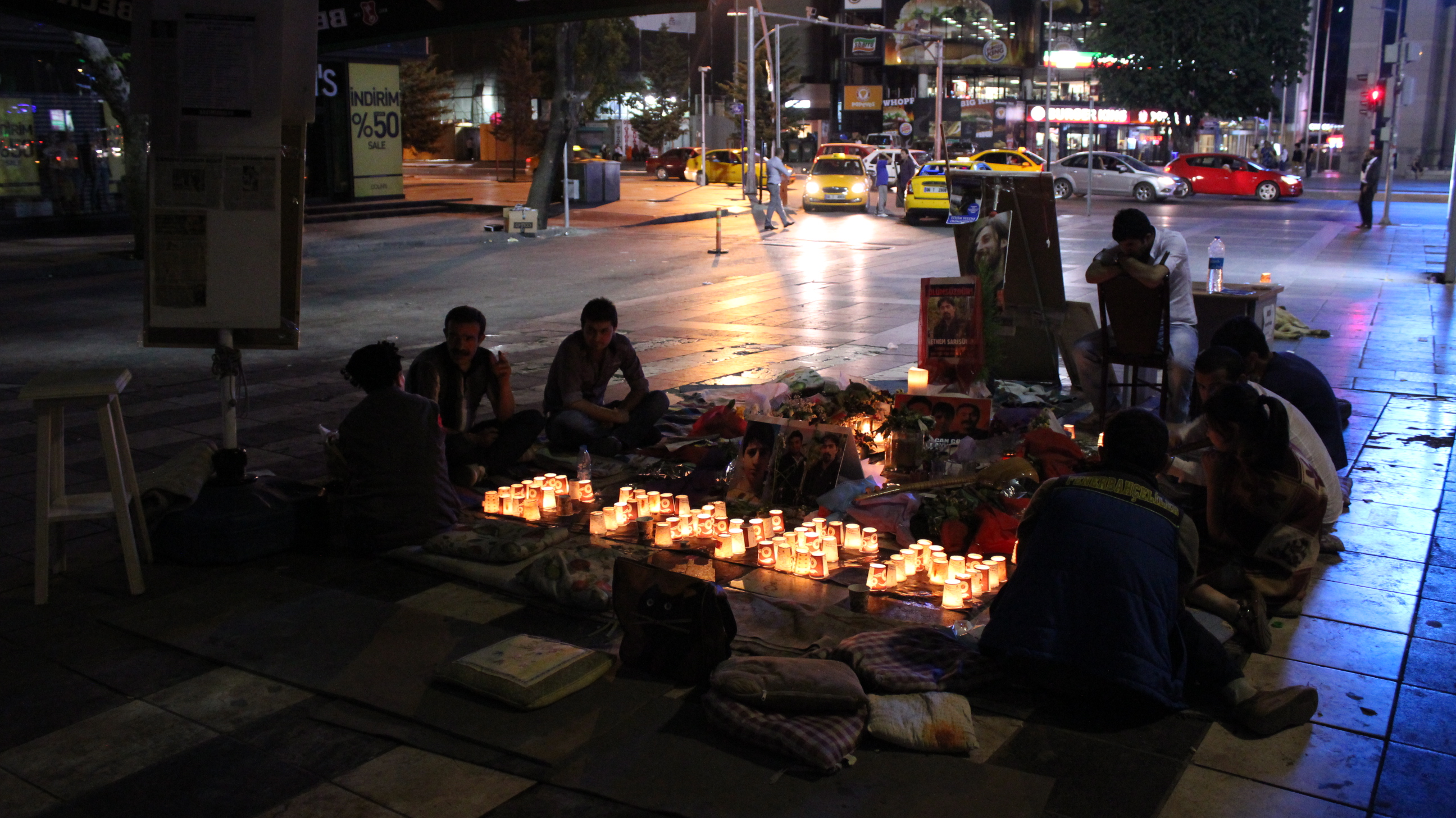
Стихийный мемориал на месте смертельного ранения Этема Сарысюлюка во время антиправительственных протестов в июне 2013 года.

Известно о гибели 20-летнего Мехмета Айвалитаса, сбитого такси в Стамбуле. Упоминается застреленный в провинции Хатай 22-летний Абдулла Джомерт (Abdullah Comert). Врачи сообщили о смерти третьего пострадавшего Этема Сарысюлюка (Ethem Sarısülük), получившего травму головы в Анкаре.

## Аресты
11 иностранцев арестовали якобы за подстрекательство протестов. Среди них российский журналист Аркадий Бабченко, подвергшийся, по его словам, избиению со стороны полиции.

## Реакция в мире
- США призвали к диалогу сторон и уважению права на демонстрации[источник не указан 4438 дней].
- С осуждением действий правительства Эрдогана выступила Компартия Греции, выразившая солидарность с манифестантами[42].
- МИД Латвии распространил предупреждение для туристов в Турции об угрозе терактов на общественных мероприятиях.
- Известный лингвист и политический деятель А. Ноам Хомски опубликовал видео в поддержку протестующих, с его подачи в английский язык вошёл неологизм «chapulling» (чапуллинг).[43]
- Европейский союз осудил чрезмерное применение силы со стороны полиции и призвал к мирному решению проблем путём диалога[44].
- Министр информации Сирии Омран аль-Зуби заявил, что насилие по отношению к турецкому народу неприемлемо, и если Эрдоган не способен следовать мирным способам урегулирования, то он должен уйти в отставку[45].

## В культуре
- Ансамбль Кардеш Тюркюлер записал сатирическую песню «Кастрюли и сковородки», отсылающую к шумовой практике протестующих.[46]
- Джазовый хор стамбульского университета Боазычи (тур. Boğaziçi Caz Korosu) записал а капелла «Чапулджу мусун вай вай» (тур. Çapulcu musun vay vay; пер. «Ах ты, мародёр»), обыграв комментарий премьер-министра по ситуации в парке Гези, в котором он называет протестующих мародерами (тур. çapulcu). См. «Chapulling» выше.